# Универсальный спортивный комплекс ЦСКА
Универсальный спортивный комплекс ЦСКА имени А. Я. Гомельского (до 2005 года — Универсальный спортивный комплекс ЦСКА) — снесённый спортивно-концертный комплекс в Москве.
УСК ЦСКА строился для проведения спортивных соревнований в рамках XXII Летних Олимпийских игр и был открыт 17 октября 1979 года. В проекте участвовала группа архитекторов под руководством Ю. Кривущенко. Вместительность основной арены спорткомплекса составляла 5000 мест. 
Снесён в 2022 году. На месте УСК ведётся строительство нового здания баскетбольной арены.

## Назначение комплекса
УСК ЦСКА на момент сноса являлся домашней ареной для игр баскетбольного ПБК ЦСКА. На базе комплекса также действовали спортивные школы и секции по разным видам спорта.
После проведения соревнований Олимпиады УСК продолжал принимать значимые спортивные события, спортивная арена служила площадкой для проведения многих соревнований по баскетболу, мини-футболу, волейболу, гандболу, теннису, гимнастике спортивной и художественной, боксу, борьбе, фехтованию, восточным единоборствам и другим видам спорта. Возможности арены позволяли трансформировать и использовать её в качестве площадки для концертов, шоу-программ и других массовых мероприятий. Помимо основной арены, универсальный комплекс ЦСКА располагал двумя баскетбольными тренировочными площадками и тренажерным залом, предназначенным для физической подготовки спортсменов всех команд. Здесь также тренировались учащиеся спортивной детско-юношеской школы олимпийского резерва ЦСКА.
Градостроительный план, реализовывавший строительство олимпийских объектов, предусматривал децентрализованное размещение спортивных площадок в различных районах Москвы. Согласно проекту, в северо-западной части Москвы, на Ленинградском проспекте было построено два спортивных комплекса — собственно универсальный спортивный комплекс и футбольно-легкоатлетический манеж (ЛФК ЦСКА). 
В августе 2005 года, после смерти заслуженного баскетбольного тренера Александра Яковлевича Гомельского, комплекс был назван в его честь, а в октябре 2006 состоялось торжественное открытие мемориальной доски.

## История
До начала массового строительства общественных зданий, которое развернулось в 1970-х годах, комплекс сооружений армейского спортивного городка состоял из гимнастического манежа, крытого катка, а также закрытого бассейна. В преддверии Олимпиады-80 реализовывается идея строительства Дворца спорта ЦСКА и крытого футбольно-легкоатлетический комплекса с двумя аренами. В июне 1971 года Постановлением ЦК КПСС и Совета Министров СССР «О Генеральном плане развития г. Москвы» был утверждён проект, согласно которому олимпийская строительная программа должна была способствовать развитию столичной инфраструктуры. По решению Международного Олимпийского комитета, в 1974 году Москва избирается в качестве города для проведения XXII Олимпийских игр, а в 1975 году был создан Оргкомитет, уполномоченный на подготовку и проведение спортивных мероприятий.
К 1980 году в Москве было построено множество объектов общественного значения — гостиничных комплексов, спортивных сооружений, которые были необходимы на время проведения Олимпиады и модернизировали городскую инфраструктуру. Согласно градостроительному плану, возведение спортивных объектов для будущих Олимпийских игр должно было обеспечить городу и его жителям наличие современных спортивных сооружений и способствовать развитию массового интереса к спорту среди советских граждан. План предусматривал возведение спортивных объектов в восьми различных городских зонах и создание полицентричной структуры Москвы. Согласно плану, каждая из этих планировочных зон имела свой общественно-культурный центр. Предполагалось, что шесть основных олимпийских спорткомплексов в разных частях города обеспечат каждую из зон собственным крупным спортивным центром к 1980 году создадут альтернативные площадки для проведения мероприятий. В Москве возводятся следующие спортивные центры:
- общегородской спортивный центр в районе Проспекта Мира на севере;
- спортивный центр в Крылатском,
- центр в районе Ленинградского проспекта;
- спортивный центр Измайлово;
- конно-спортивная база в районе Битцевского лесопарка;
- Лужники и Олимпийская деревня на юго-западе Москвы[8].

Такой проект учитывал развитие городской инфраструктуры и долгосрочное использование спортивных сооружений после окончания Олимпиады. Постройки спортивного комплекса ЦСКА на Ленинградском шоссе, 39, за пределами Третьего транспортного кольца, относятся к числу наиболее значительных объектов, возведённых к Олимпиаде-80. В этой зоне было реализовано масштабное строительство двух спортивных объектов: собственно универсального спортивного комплекса и легкоатлетическо-футбольного манежа. 
Строительство УСК ЦСКА продолжалось на протяжении практически четырёх лет. Проект был реализован коллективом под руководством архитектор Ю. Кривущенко и инженерами В. Самсоновым, А. Радченко, А. Лифшицем, Ю. Салтыковым, Н. Троицким.

## Архитектурные особенности
Интересной особенностью здания УСК, и возведённого параллельно ЛФК, является то, что их формы контрастируют друг с другом. Подчёркнутая горизонтальность выгнутых криволинейных поверхностей в очертаниях манежа противопоставлена вертикальным акцентам, доминирующим в строении универсального спортивного комплекса. Иконников также отмечает, что план строительства комплексов с заведомо диссонирующими формами интересен, однако, органичному восприятию этой архитектурной связи мешает несовпадение масштабов строений.
Конструкции покрытий обоих строений имеют пролёт 84 метра и 48 метров соответственно и были выполнены из стальных блок-панелей, в которых решетчатые формы связаны стальными листам, прикреплёнными к их поясам. По мнению историка и теоретика архитектуры Андрея Иконникова, планы зданий организованы просто, но органично и рационально, что позволяет соединять огромные пространства демонстрационных залов с группами компактных обслуживающих помещений. Функциональность и простота архитектурных схем находят органичное воплощение в выразительных пластических формах. Однако Иконников критически оговаривается насчёт некоторых «псевдоконструктивных приёмов» планировки комплексов, которые напоминают претенциозные «штампы» «даже не японской национальной архитектуры, а современной „японщины“». В качестве примеров подобных функционалистских приёмов Иконников называет лестничные клетки зданий комплекса ЦСКА, ряд комментаторских кабин, нарочито выступающих вперёд; имитацию тяжёлой, вывернутой наверх крыши.

## Крупнейшие спортивные мероприятия
В период Олимпийских игр комплекс ЦСКА служили площадкой для встреч волейбольных и баскетбольной команд. 
После этого, на арене проходили матчи Мировой лиги и Евролиги по баскетболу и волейболу.